# Cento giorni a Palermo
Cento giorni a Palermo è un film del 1984 diretto da Giuseppe Ferrara, interpretato da Lino Ventura e Giuliana De Sio.
La pellicola narra le vicende accadute nei cento giorni passati nel capoluogo siciliano dal generale Carlo Alberto dalla Chiesa.

## Trama
Una serie di omicidi "eccellenti" insanguinano la città di Palermo: Boris Giuliano, capo della Squadra Mobile, viene ucciso la mattina del 21 luglio 1979 dentro un bar da un killer solitario; Cesare Terranova, giudice istruttore del tribunale di Palermo, viene ucciso il 25 settembre 1979, sotto casa sua, insieme al Maresciallo di Pubblica Sicurezza Lenin Mancuso; Piersanti Mattarella, Presidente della Regione Siciliana il 6 gennaio 1980, sotto casa sua, mentre era in auto con la moglie e i 2 figli; Gaetano Costa, procuratore capo presso il Tribunale di Palermo, il 6 agosto 1980. 
Viene mostrata una "Cupola" composta da faccendieri, imprenditori e mafiosi che pianifica e decide i grandi delitti. Dopo l'assassinio di Pio La Torre, segretario regionale del PCI e del suo collaboratore Rosario Di Salvo, lo Stato manda in Sicilia come nuovo Prefetto di Palermo il Generale dei Carabinieri Carlo Alberto dalla Chiesa, protagonista della guerra al terrorismo durante gli anni di piombo e già attivo in Sicilia nel dopoguerra, con il compito di combattere la mafia.
Il Generale si insedia in Prefettura, ma subito si accorge che la situazione palermitana è più che mai delicata: nessuno, a partire dallo Stato stesso, sembra voglia aiutarlo, il telefono del suo studio non suona mai, i pieni poteri da lui chiesti si rivelano solo una promessa, e il suo arrivo nel capoluogo siciliano incrementa la lunga scia di delitti della guerra di mafia.
Nonostante le continue trappole e le numerose minacce di morte, il Generale va avanti, aiutato da pochissimi alleati, tra i quali il Capitano dei Carabinieri Fontana, conosciuto dodici anni prima, con cui mette a segno una retata contro la mafia emergente ed inizia ad indagare sulle complicità mafiose nel mondo delle esattorie e delle banche. Ma la mafia è potente anche in Parlamento, dove riesce a bloccare un provvedimento del governo che abolisce i privilegi delle esattorie siciliane. Isolato dai poteri forti, il Generale cerca quindi l'appoggio della società civile: gli studenti, gli operai del porto, i familiari dei giovani morti di overdose e i parroci del territorio. La giovane moglie Emanuela Setti Carraro, che sposa in seconde nozze il 12 luglio 1982, è al contrario angosciata da diversi presagi di morte: gli animali macellati al mercato della Vucciria e i titoli del giornale "L'Ora" che annunciano l'ennesimo omicidio di mafia. Il Generale rilascia un'intervista polemica a Giorgio Bocca in cui denuncia il suo isolamento e perciò la "Cupola" decide la sua fine. Mentre si consuma il loro tragico destino, il Generale e la moglie partecipano ad un fastoso ricevimento dell'alta società palermitana, che cerca invano di irretirli. 
Infine il 3 settembre 1982 i due coniugi cadono entrambi, insieme all'agente di scorta Domenico Russo, in un drammatico agguato mafioso in via Carini. Abbandonata la scena del delitto, la macchina da presa riprende la città dall'alto accompagnata dal monologo (u' cuntu) di un cantastorie, un grido di dolore con la speranza che un giorno, finalmente, la mafia possa essere sconfitta dai siciliani onesti.

## Produzione
Produttore, co-sceneggiatore e regista della seconda unità del film è Giuseppe Tornatore, futuro vincitore del premio Oscar con Nuovo Cinema Paradiso (1988).
È stato girato interamente tra Roma e Palermo, negli stessi luoghi dove effettivamente avvennero i fatti raccontati.  
Il regista Ferrara si avvalse del celebre giornalista d'inchiesta della Rai Giuseppe Marrazzo come consulente per la realizzazione della pellicola.

### Cast
Nel film, l'attore Adalberto Maria Merli appare sia come doppiatore del protagonista Lino Ventura che come interprete nel ruolo di un faccendiere mafioso. 
Si tratta del penultimo film di Lino Ventura e dell'ultimo di Stefano Satta Flores, che morì prematuramente l'anno dopo per leucemia.
In piccoli ruoli compaiono anche il giornalista Sandro Ruotolo nei panni di un cronista de L'Ora e un giovane Luca Zingaretti in quelli di un agente.